# Кардинале
Кардинале је насеље у Италији у округу Катанцаро, региону Калабрија.
Према процени из 2011. у насељу је живело 1877 становника. Насеље се налази на надморској висини од 562 м.

## Становништво
| 1951. | 1961. | 1971. | 1981. | 1991. | 2001. | 2011. |
| ----- | ----- | ----- | ----- | ----- | ----- | ----- |
| 3.790 | 3.863 | 3.343 | 3.379 | 3.382 | 2.613 | 2.334 |